# 6368 Richardmenendez
6368 Richardmenendez eller 1983 RM3 är en asteroid i huvudbältet som upptäcktes den 1 september 1983 av den belgiske astronomen Henri Debehogne vid La Silla-observatoriet. Den är uppkallad efter astronomen Richard Menendez.
Asteroiden har en diameter på ungefär 4 kilometer.